# Nellien de Ruiter
Nellien de Ruiter (Oudemirdum, 29 juli 1926 - Hoornsterzwaag, 21 augustus 2000) was een Nederlands politica. Namens de Christelijk-Historische Unie (CHU) zat zij in 1972 in de Tweede Kamer

## Levensloop
De Ruiter studeerde bouwkunde aan de Technische Hogeschool Delft. De Ruiter werkte bij de Rijksplanologische Dienst en later als afdelingshoofd planologie bij de Dienst der Zuiderzeewerken. In de jaren zestig was ze wetenschappelijk medewerkster bij de Technische Hogeschool Delft.
Bij de Provinciale Statenverkiezingen van 1970 in Zuid-Holland was De Ruiter kandidaat voor de Christelijk-Historische Unie (CHU). Ze werd niet direct gekozen, maar trad op 15 december 1971 toe als vervanger. Ze bleef lid van de Provinciale Staten tot 31 december 1977.
Bij de Tweede Kamerverkiezingen van 1971 werd De Ruiter niet direct verkozen, maar trad later op 11 april 1972 als vervanger toe. Bij de Tweede Kamerverkiezingen van 1972 stond De Ruiter elfde op de kandidatenlijst en werd niet gekozen. Op 7 december 1972 verliet ze daarom de Kamer.
Na haar Kamerlidmaatschap werd De Ruiter op 3 september 1974 gemeenteraadslid en wethouder van Voorschoten. Door activiteiten kwam ze soms te laat en onvoorbereid bij vergaderingen, waardoor haar functioneren ter discussie stond. Na minder dan een jaar nam ze ontslag omdat ze zich niet gesteund voelde door haar fractie.
In 1978 zegde De Ruiter haar CHU-lidmaatschap op. Zij was het niet eens met de formatie van het kabinet-Van Agt I, waar Christen-Democratisch Appèl (CDA) - een samenwerking van CHU en twee andere confessionele partijen - en Volkspartij voor Vrijheid en Democratie (VVD) aan deelnamen. In het bijzonder had ze ook bezwaren tegen CDA-partijleider Dries van Agt.

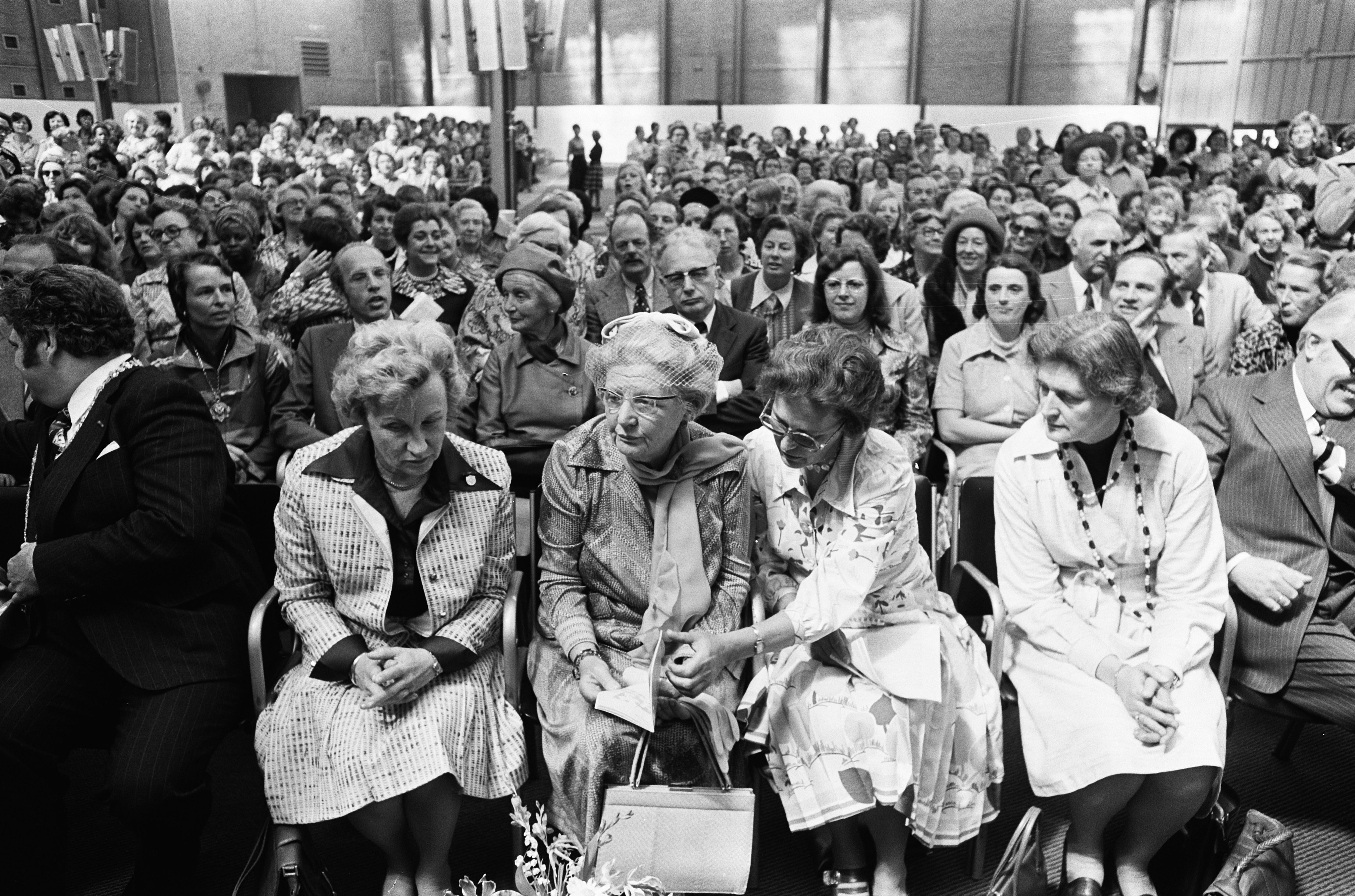
Nellien de Ruiter (vooraan tweede van rechts) naast koningin Juliana tijdens de Emancipade, een onderdeel van het Jaar van de Vrouw.

De Ruiter was lid van diverse besturen, zoals de raad voor de ruimtelijke ordening. Ze accepteerde een verzoek van PPR-minister Harry van Doorn om voorzitter te zijn van de regeringscommissie voor het Jaar van de Vrouw (1975). In 1979 werd ze voorzitter van de FIOM, een vereniging van organisaties voor hulpverlening bij zwangerschap en alleenstaand ouderschap.

## Persoonlijk
Ze was dochter van Kunera Gerwig en schoolhoofd Jochem de Ruiter, die op later leeftijd als CHU-politicus Jo de Ruiter in de Tweede Kamer zitting had.